# ГЕС Котанли І
ГЕС Котанли II — гідроелектростанція, що споруджується на північному сході Туреччини. Знаходячись перед ГЕС Котанли II, наразі становитиме верхній ступінь каскаду на річці Кура (басейн Каспійського моря).
У межах проєкту річку перекрили греблею Короглу, виконаною як арково-гравітаційна споруда з ущільненого котком бетону висотою 100 метрів та довжиною 370 метрів. Вона потребувала 560 тис. м3 матеріалу та утримуватиме водосховище з об'ємом 72,8 млн м3.
Пригреблевий машинний зал обладнають трьома турбінами типу Френсіс загальною потужністю 75,2 МВт, які повинні забезпечувати виробництво 175 млн кВт·год електроенергії на рік.
Станом на 2018 рік станція знаходилась на завершальному етапі будівництва.